# 陳盈駿
陳盈駿（1993年6月9日—）為臺灣男子籃球運動員，場上位置為控球后卫，現效力於中国男子篮球职业联赛北京首鋼。

## 職業生涯
2017年8月2日，陳盈駿在中国男子篮球职业联赛選秀大會第一輪第一順位被广州龙狮選中。陳盈駿與廣州龍獅簽下4+2年的新人合約。
2021–22年賽季陳盈駿入選常规赛国内球员第二阵容。
2023年6月29日，陳盈駿與廣州龍獅續約三年。
2024年8月29日，陳盈駿轉戰北京首鋼，合約為兩年D類。

## 國家隊生涯
2025年7月31日，陳盈駿入選中華男籃參加2025年亞洲盃籃球賽。

## 外部連結
- 陳盈駿的Instagram帳戶
- 陳盈駿在fiba.basketball（英语）
- 陳盈駿在archive.fiba.com（存檔）（英语）
- 陳盈駿在archive.fiba.com（存檔）（英语）
- 陳盈駿在中国男子篮球职业联赛官網
- 陳盈駿在Basketball-Reference.com（國際）（英语）
- 陳盈駿在Sports-Reference.com（NCAA）（英语）
- 陳盈駿在Eurobasket.com（球員）（英语）
- 陳盈駿在Proballers（英语）
- 陳盈駿在Proballers（英语）
- 陳盈駿在RealGM（球員）（英语）
- 陳盈駿在中国篮球数据库
- 陳盈駿在Flashscore（英语）